# اتصالات إيريديوم
شركة اتصالات إريديوم Inc (المعروفة سابقًا باسم إريديوم الاقمار الصناعية LLC) هي شركة أمريكية مطروحة للتداول العام ومقرها في ماكلين بولاية فيرجينيا. وتقوم شركة إريديوم بتشغيل مجموعة الأقمار الصناعية وهي عبارة عن نظام مكون من 66 قمراً صناعياً نشطاً (و 9 قطع غيار في الفضاء) تُستخدم في الاتصالات الصوتية والبيانات في جميع أنحاء العالم من هواتف الأقمار الصناعية المحمولة باليد ووحدات الإرسال والاستقبال الأخرى.

## التاريخ
تم إطلاق خدمة اتصالات إيريديوم في 1 نوفمبر 1998 بواسطة ما يُعرف آنذاك باسم ايريديوم SSC. تم إجراء أول مكالمة من إيريديوم من قبل نائب رئيس الولايات المتحدة آل جور إلى جيلبرت جروسفينور، حفيد ألكسندر جراهام بيل ورئيس الجمعية الجغرافية الوطنية. وقدمت موتورولا التكنولوجيا والدعم المالي الكبير. ويمثل شعار الشركة (الدب الأكبر). وتستمد الشركة اسمها من العنصر الكيميائي إيريديوم الذي يبلغ عدده الذري 77، وهو ما يعادل العدد الأولي من الأقمار الصناعية التي كان من المقرر نشرها.
ودخلت الشركة المؤسسة في إفلاس الفصل الحادي عشر بعد تسعة أشهر، في 13 أغسطس 1999. و لم تتمكن الهواتف المحمولة من العمل على النحو الذي تم الترويج له حتى تم وضع مجموعة الأقمار الصناعية بأكملها، مما يتطلب تكلفة رأسمالية أولية ضخمة تصل إلى مليارات الدولارات. كانت تكلفة الخدمة باهظة بالنسبة للعديد من المستخدمين، وكان الاستقبال في الداخل صعبًا، كما أن ضخامة وتكلفة الأجهزة المحمولة باليد مقارنة بالهواتف المحمولة الأرضية الخلوية لم تشجع على التبني بين المستخدمين المحتملين.
سوء الإدارة هو عامل رئيسي آخر تم الاستشهاد به في فشل البرنامج الأصلي. وفي عام 1999، قدم الكاتب الصحفي ديفيد اس. رود بيان في سي إن إن بالتفصيل كيف تقدم بطلب للحصول على خدمة إيريديوم وتم إرسال معلومات عدة، ولكن لم يتم الاتصال به مطلقًا من قبل مندوب المبيعات. واجه مشاكل في البرمجة على موقع إيريديوم الإلكتروني، و «جولة» من ممثلي الشركة. وبعد أن أعلنت إيريديوم إفلاسها، أشارت إلى «صعوبة اكتساب المشتركين».
كان للفشل التجاري الأول لشركة ايريديوم تأثير هامشي على مشاريع مجموعة الأقمار الصناعية التجارية الأخرى المقترحة، بما في ذلك شركة تيلي ديسك. واتبعت شركات مثل (أور بي كوم وأي سي أو للاتصالات العالمية وغلوبل ستار) نفس نظام ايريديوم في حماية الإفلاس، بينما لم تفعل شركات أخرى شيئأ.
وفي أغسطس 2000، أعلنت شركة موتورولا أنه سيتعين إخراج أقمار إيريديوم الصناعية من مدارها؛  ومع ذلك، فقد ظلوا في المدار وعاملين. في ديسمبر 2000، تدخلت الحكومة الأمريكية لإنقاذ إيريديوم من خلال تقديم 72 مليون دولار مقابل عقد لمدة عامين والموافقة على بيع الشركة من محكمة الإفلاس الأمريكية بمبلغ 25 مليون دولار، في مارس 2001. أدى هذا إلى محو أكثر من 4 مليارات دولار من الديون.
وتم إعادة تشغيل خدمة ايريديوم في عام 2001 من قبل شركة ايريديوم للإقمار الصناعية LLC التي تأسست حديثًا، والتي كانت مملوكة لمجموعة من المستثمرين من القطاع الخاص.
في 10 فبراير 2009، اصطدم إيريديوم 33 بالقمر الصناعي الروسي البائد، كوزموس 2251، 800 كيلومتر (500 ميل) فوق سيبيريا. وخلف الاصطدام سحابتين كبيرتين من الحطام.

### حملة إطلاق ايريديوم الثانية
استبدلت إيريديوم مجموعتها الأصلية بإرسال 75 قمرا صناعيا جديدا من إيريديوم إلى الفضاء على صواريخ سبيس إكس فالكون 9. تضمنت الحملة أيضًا ترقيات للبنية التحتية الأرضية لإيريديوم.
وتم الإعلان عن حملة إطلاق إيريديوم الثانية في عام 2007. في غضون ثلاث سنوات، ثم أكملت ايريديرم التمويل وبدأ العمل على إطلاق أقمار صناعية جديدة. في يونيو 2010، ثم أعلنت شركة ايريديوم عن عقد بسعر ثابت مع شركة تاليس إلينيا سبيس لتصميم وبناء الأقمار الصناعية من الجيل التالي للكوكبة التي تمت ترقيتها. بعد أسبوعين، أعلنت شركة ايريديوم عن عقد بقيمة 492 مليون دولار لتعيين صاروخ فالكون ٩ كمزود رئيسي لخدمات الإطلاق لحملة ايريديرم الثانية، لتصبح أكبر صفقة إطلاق تجارية تم توقيعها على الإطلاق (تمثل في الوقت نفسه معيارًا في تسليم القمر الصناعي الفعال من حيث التكلفة إلى الفضاء).
وفي 14 كانون الثاني (يناير) 2017، بعد 10 سنوات من الإعلان عن الحملة لأول مرة، تم إطلاق أول ثمانية عمليات إطلاق من طراز ايريدوم الثانية مع سبيس اكس من قاعدة فاندنبرغ الجوية في كاليفورنيا. على مدار العامين التاليين، أرسلت إيريديوم 65 قمرا صناعيا إضافيا إلى مدار أرضي منخفض ليحل تماما محل كوكبة الأقمار الصناعية الأصلية. تم إطلاق ايريديوم الثانية النهائي في 11 يناير 2019، بعد أقل من عامين من الإطلاق الأول.
تغطي شبكة ايريديوم الثانية الأرض بأكملها، بما في ذلك الأقطاب والمحيطات والممرات الهوائية، مع 66 قمراً صناعياً، بينما تعمل 9 قمر صناعي كنسخة احتياطية نشطة، ليصبح المجموع 75 تم إطلاقها. ستة لا يزال على الأرض كقطع غيار لما مجموعه 81 بنيت.[بحاجة لمصدر]

## الوضع الحالي
اندمجت شركة إيريديوم للإقمار الصناعية LLC مع شركة استحواذ ذات أغراض خاصة (GHQ) أنشأها بنك غرينهيل للإستثمار. وفي سبتمبر 2009 انشئ الشكل الجديد للشركة وهو اتصالات إيريديوم. وتتداولت الشركة العامة في بورصة ناسداك تحت الرمز "IRDM". تجاوز عدد المشتركين في الشركة المليون مشترك في مارس 2018. بلغت الإيرادات لعام 2018 بأكمله 523.0 مليون دولار أمريكي، وبلغت الأرباح التشغيلية قبل خصم الفوائد والضرائب والاستهلاك وإطفاء الدين 302.0 مليون دولار أمريكي، بزيادة قدرها 14٪ عن 265.6 مليون دولار أمريكي في العام السابق.
يديرشركة إيريديوم العديد من مراكز في مدينة تمبي في ولاية اريزونا ، ومدينة لسبورغ في ولاية فرجينيا في الولايات المتحدة.
ويتم استخدام النظام من قبل وزارة الدفاع الأمريكية. [ الاقتباس مطلوب ليس الحالي من 1998 ]
ومات ديش هو الرئيس التنفيذي لشركة إيريدومLLC 
وشركة إيريديوم هي عضو مؤسس في اتحاد المراكب الفضائية (HPA)، وهو برنامج تحالف صناعة الأقمار الصناعية. العضوية في HPA مفتوحة لمشغلي الأقمار الصناعية ومصنعي الأقمار الصناعية وتكامل الأنظمة والأطراف المهتمة الأخرى.

## كوكبة ساتل إيريديوم
ويتطلب نظام إيريديوم 66 قمرا صناعيا نشطا في المدار لإكمال كوكبه ويتم الاحتفاظ بالأقمار الصناعية الاحتياطية في المدار لتعمل في حالة الفشل. توجد الأقمار الصناعية في ست طائرات مدارية قطبية منخفضة على ارتفاع حوالي 485 ميل (780 كـم) . تتواصل الأقمار الصناعية مع الأقمار الصناعية المجاورة عبر وصلات الأقمار الصناعية ذات النطاق Ka لنقل الاتصالات من وإلى المحطات الأرضية. تم إطلاق الكوكبة الأصلية في أواخر التسعينيات قبل أن تتعرض الشركة للإفلاس. في يناير 2017، بدأت شركة إيريديوم في إطلاق أقمارها الصناعية من الجيل التالي من خلال حملة إطلاق إيريديوم الثانية بقيمة 3 مليارات دولار. تم إرسال الأقمار الصناعية الجديدة إلى الفضاء على متن مركبات إطلاق مثل صاروخ فالكون 9 من سبيس إكس من قاعدة فاندنبرغ للإطلاق الفضائي في كاليفورنيا على مدار ثماني عمليات إطلاق بين يناير 2017 ويناير 2019. في 14 يناير 2017، أطلقت سبيس إكس 10 من أقمار إيريديوم الصناعية الجديدة في المدار. تم الإطلاق الثاني للأقمار الصناعية من إيريديوم الثانية في 25 يونيو 2017 على صاروخ سبيس إكس فالكون 9 من قاعدة فاندنبرغ الجوية. كانت هذه هي الثانية من بين ثماني عمليات إطلاق مجدولة. وتم الإطلاق الثالث لـ 10 أقمار صناعية في 9 أكتوبر 2017. في 22 ديسمبر 2017، تم نشر عشرة أقمار صناعية إضافية بعد إطلاق ناجح على صاروخ سبيس إكس فالكون 9 في 22 مايو، وأطلقت شركة سبيس إكس بنجاح خمسة أقمار صناعية إضافية من نوع تصنعه إيريديوم الثانية من قاعدة فاندنبرغ الجوية.
في 11 يناير 2019، وضعت سبيس إكس آخر عشرة أقمار صناعية في المدار.

## معدات المشتركين

### الهواتف
وتقدم شركة إيريديوم أربعة أجهزة للأقمار الصناعية: 9555، 9575A (وهي متاحة فقط لعملاء حكومة الولايات المتحدة)، ولخدمة هاتف الاقمار الصناعية ptt.

### نقاط اتصال WiFi
في عام 2014، بدأت إيريديوم في تقديم إيريديوم جو وهي نقطة اتصال Wi-fi ، والتي يمكن استخدامها أيضًا كمنارة استغاثة في ظل ظروف معينة. واعتبارًا من سبتمبر 2020 قام مقاول تصنيع حزمة الاتصالات في إيريديوم ببناء 50000 من هذه الأجهزة.

### أجهزة النداء
تم عمل اثنين من أجهزة الاستدعاء لشبكة إيريديوم - موتورولا 9501 وكيوسيرا SP-66K. هذه أجهزة أحادية الاتجاه يمكنها استقبال الرسائل المرسلة في شكل رسائل SMS.

### هواتف الأقمار الصناعية الأخرى
وتوجد العديد من الهواتف الأخرى القائمة على الإيريديوم، مثل الهواتف العمومية،  والمعدات المعدة للتركيب على السفن والطائرات. يتم استخدام جهاز DPL المصنوع بواسطة بحث NAL مع جهاز إرسال واستقبال 9522 لبعض هذه المنتجات. يوفر هذا الهاتف واجهة مستخدم مطابقة تقريبًا لواجهة هواتف سلسلة 9505.

### وحدات الإرسال والاستقبال المستقلة
ويمكن استخدامها لتطبيقات تسجيل البيانات في المناطق النائية (كما هو الحال في أقمار جمع البيانات). تستخدم بعض أنواع العوامات، مثل تلك المستخدمة في نظام التحذير من تسونامي، أقمار إيريديوم الصناعية للتواصل مع قاعدتها. ويتم برمجة الجهاز البعيد للاتصال أو إرسال القصيرة انفجار البيانات (SBD) رسائل إلى قاعدة في فترات زمنية محددة، أو أنها يمكن تعيين لقبول المكالمات من اجل ان لتفريغ بياناتها التي تم جمعها.
وتم إطلاق أجهزة الإرسال والاستقبال التالية على مر السنين:
- إيريديوم كور 9523 - على غرار 9522B جهاز الإرسال والاستقبال المعياري الذي تم إصداره في عام 2012 ومصمم ليكون حلاً مضمّنًا
- إيريديوم 9522 ب - جهاز الإرسال والاستقبال الذي تم إصداره في أواخر عام 2008 وهو أصغر من 9522A وله ميزات مماثلة. كما أنه يدعم بيانات تبديل الدوائر (CSD)، وليس SBD فقط.
- إيريديوم 9522A - مبني على 9522، وفيه بعض المتغيرات في ال GPS ووظائف إعداد التقارير المستقلة ويدعم SBD.
- موتورولا 9522 - آخر جهاز إرسال واستقبال من Motorola ويدعم الرسائل النصية الصادرة ولكن لا يدعم SBD.
- موتورولا 9520 - وحدة الإرسال والاستقبال الأصلية، لا تدعم الرسائل القصيرة أو SBD الصادرة. مصمم للاستخدام في المركبات ذات السماعة المرفقة [44]

وتدعم هذه الأجهزة SBD لخدمات إنترنت الأشياء (IoT) فقط ولا تستخدم بطاقة SIM.
- إيريديوم 9601 - يدعم SBD فقط، وقد تم إنشاء العديد من أجهزة التتبع ومنتجات أخرى حول هذا المودم. لقد كان منتجًا مصنعًا من نوع إيريديوم مصممًا كوحدة تصنيع المعدات الأصلية للتكامل في التطبيقات التي تستخدم فقط خدمة بيانات Iridium Short Burst. ويتم دعم تطبيقات بيانات الاندفاع القصيرة من خلال واجهة RS-232. تتضمن أمثلة هذه التطبيقات تتبع السفن البحرية أو التتبع التلقائي للمركبة.[45]
- إيريديوم 9602 - إصدار أصغر وأرخص من 9601 (صدر عام 2010).[46]
- إيريديوم 9603 - ربع الحجم ونصف البصمة 9602 [47]

### إيريديوم أوبن بورت
إيريديوم اوبن بورت هو نظام اتصالات صوتية وبيانات عبر الأقمار الصناعية ذات النطاق العريض للسفن البحرية. يستخدم النظام للاتصال بالطاقم وخدمات البريد الإلكتروني على السفن البحرية مثل الأساطيل التجارية والسفن الحكومية والبحرية وأساطيل الصيد واليخوت الشخصية.
وتعمل شركة إيريديوم من 2.2 إلى 3.8 كيلوبايت في الثانية وهذا الأمر الذي يتطلب ضغط  وخوارزميات تخفيف الضغط. (بالمقارنة، تتطلب AMR المستخدمة في هواتف الجيل الثالث 4.75 كحد أدنى كيلوبت / ثانية، يتطلب G.729 6.4 كيلوبت / ثانية، و iLBC يتطلب 13.33 كيلوبت / ثانية.) متوسط زمن الوصول لاتصالات البيانات هو 1800 مللي ثانية ذهابًا وإيابًا، مع وضع 1300 إلى 1400 مللي وحد أدنى حوالي 980 آنسة. يكون وقت الاستجابة متغيرًا بدرجة كبيرة اعتمادًا على بيانات المسار التي تمر عبر كوكبة القمر الصناعي وكذلك الحاجة إلى إعادة الإرسال بسبب الأخطاء، والتي قد تكون حوالي 2 إلى 3٪ للحزم التي تم إنشاؤها بواسطة الأجهزة المحمولة في ظل ظروف جيدة.

### خدمة الترحيل
ولا تزال خدمة الاستدعاء أحادية الاتجاه قيد التشغيل، يالرغم من عدم إنتاج أجهزة الاستدعاء منذ سنوات عديدة حتى الآن [متى؟]  . يتم تسليم الرسائل إلى "MDAs" المحددة مسبقًا والتي تغطي منطقة جغرافية معينة. يمكن تحديد ثلاثة من هذه MDA على بوابة قائمة على الويب أو تحديثها تلقائيًا إذا كانت خدمة الاستدعاء مرتبطة بهاتف ايريديوم. لكل دولة MDA الخاصة بها بناءً على رمز البلد الخاص بها؛ تنقسم بعض البلدان الأكبر إلى عدة MDAs ، بينما توجد MDAs منفصلة لأقسام المحيط وطرق الطيران المشتركة.
ويتم تخصيص أرقام هواتف لجهاز النداء في رمز المنطقة 480 ويمكن أيضًا الاتصال به باستخدام البريد الإلكتروني والرسائل القصيرة والواجهة المستندة إلى الويب المستخدمة لإرسال الرسائل إلى هواتف إيريديوم 

## اتصالات السلامة الجوية
وفي يوليو 2011، أصدرت إدارة الطيران الفيدرالية (FAA) قرارًا بالموافقة على استخدام روابط بيانات إيريديوم لنظام الملاحة الجوية المستقبلية (FANS)، مما يتيح روابط بيانات الأقمار الصناعية مع مراقبة الحركة الجوية للطائرات التي تطير في بيئة FANS ، بما في ذلك المناطق لا تخدمها جهاز انمارسات (أعلى أو أقل من خط عرض 70 درجة) والذي يتضمن الطرق القطبية.

## روابط خارجية
- الموقع الرسمي
</img>
- تطبيق اتصالات إيريديوم على البحوث الأوقيانوغرافية والقطبية
- مودم بيانات إيريديوم (PDF)
- النجاح الفني والفشل الاقتصادي (PDF)، معهد ماساتشوستس للتكنولوجيا